# Ivan Simič
Ivan Simič, slovenski pravnik in davčni svetovalec, * 20. maj 1959.

## Izobraževanje
Osnovno šolo je obiskoval pri Gradu in v Beltincih, med letoma 1974 in 1978 pa je hodil na Letalsko gimnazijo Maršala Tita v Mostarju. Leta 1986 je diplomiral na Pravni fakulteti v Ljubljani, ko je tudi zaključil četrti letnik Fakultete za šport, ki pa je ni dokončal. Magisterij je končal leta 2008 na Pravni fakulteti v Mariboru.

## Poklicna kariera
Med letoma 1980 in 1982 je delal kot kriminalist na Upravi za notranje zadeve, kasneje pa je delal v podjetju Iskra Commerce (1986 do 1990), od leta 1989 je solastnik podjetja na področju davčnega svetovanja Skupina Simič & partnerji. Od leta 1. januarja 2006 pa do 17. julija 2008 je bil generalni direktor Davčne uprave Republike Slovenije, od 20. februarja 2009 pa do 17. novembra 2010 je bil predsednik Nogometne zveze Slovenije. Od avgusta 2012 do 31. januarja 2013 je bil posebni svetovalec finančnega ministra Republike Srbije, 1. februarja 2013 do 31. decembra 2013 je bil v.d. direktorja Davčne uprave Republike Srbije. Za izvedene sprememb v Srbiji je prejel nagrado reformator leta 2013.  Bil je odgovorni urednik revije o davkih DENAR, ki izhaja enkrat mesečno in to od 31. maja 1991 do 20. decembra 2023. Dvakrat (2007/2008 in 2013) je bil predsednik IOTA - Intra-European Organisation of Tax Administrations, ki združuje 46 evropskih davčnih uprav. Od 2006 do 2023 je bil, s strani članov portala Tax-Fin-Lex, šestnajskrat izbran za najuglednejšega davčnega strokovnjaka v Sloveniji. Od maja 2020 do konca maja 2022 je bil predsednik vladinega Strateškega sveta za debirokratizacijo. Trenutno je davčni svetovalec v podjetju Skupina Simič & partnerji in podpredsednik CFE - Tax Advisors Europe to je evropskega združenja davčnih svetovalcev.
19. maja 2021 ga je Vlada Republike Slovenije imenovala za vršilca dolžnosti direktorja Finančne uprave Republike Slovenije in v drugi polovici leta 2021 za generlanega direktorja Finančne uprave Republike Slovenije, Funkcijo je opravljal od 1. junija 2021 do 9. junija 2022.